# Herbert Ihlefeld
Herbert Ihlefeld (Pinnow, 1 de junio de 1914 - Wenningsen, 8 de agosto de 1995) fue un piloto de caza y as de la aviación alemana que combatió en la Segunda Guerra Mundial. Sirvió en la Luftwaffe desde 1936 hasta el final de la Segunda Guerra Mundial en mayo de 1945. Se le confirmaron 132 aviones enemigos derribados; 9 en la Guerra civil española, 67 en el Frente Oriental y 56 en el frente occidental; 15 de estos fueron bombarderos cuatrimotores aliados y 26 Spitfire. Sobrevivió a pesar de haber sido derribado 8 veces durante sus 1000 misiones de combate.

## Segunda Guerra Mundial
En agosto de 1938, fue asignado al Grupo I.(J)/Lehrgeschwader 2 (LG 2), una unidad operativa de formación. Voló en las batallas de Polonia, Francia e Inglaterra. En julio de 1940, "Ihle" fue nombrado Staffelkapitän (jefe de escuadrón) del 1.(J)/LG 2, unidad que comandó durante la Batalla de Inglaterra. En septiembre de 1940 fue galardonado con el Cruz de hierro por haber logrado derribar a 24 aviones enemigos.
En abril de 1941, la unidad fue trasladada a los Balcanes para participar de la invasión de Yugoslavia. Durante una de sus primeras misiones, un ataque en vuelo rasante a un aeródromo cerca de Niš, Ihlefeld fue derribado por fuego antiaéreo y capturado por soldados yugoslavos. Mientras estuvo cautivo de los yugoslavos fue golpeado brutalmente y le amenazaron con ejecutarle con un pelotón de fusilamiento. Ihlefeld fue rescatado por las tropas alemanas tras ocho días de arresto y regresó a Alemania para recuperarse. Después de unas semanas, "Ihle" volvió a la acción para participar en el asalto a Creta, donde reclamó el derribo de un Hurricane que hacía el número 36 de su cuenta de derribos. Poco después, el LG 2 se rearmó y fue reconvertido en la unidad I/Jagdgeschwader 77 (JG 77), a tiempo para el ataque inicial de la Operación Barbarroja en junio de 1941. Ihlefeld mantuvo el mando en el I/JG 77. 
En la primavera de 1942, una serie de victorias múltiples (cinco aviones el 24 de marzo, siete el 30 de marzo y siete el 20 de abril) convirtieron a Ihlefeld en el quinto piloto en alcanzar las 100 victorias. Durante el período en el que Ihlefeld comandó el Grupo I/JG 77, este consiguió derribar 323 aviones enemigos, mientras que solo perdieron 17 Bf 109. 
En junio de 1942, Ihlefeld se convirtió en Geschwaderkommodore (comandante de ala) de la famosa Jagdgeschwader 52 (JG 52). El 22 de julio de 1942, mientras volaba sobre el frente en su Storch, fue derribado por cazas soviéticos quedando malherido, esto le apartó de la línea del frente hasta julio de 1943, cuando se incorporó como Geschwaderkommodore a la recién formada Jagdgruppe 25, una unidad de Bf 109 para combate a gran altitud, con ella participó sin éxito en las operaciones contra los aviones Mosquito de la RAF y más tarde en misiones de Defensa del Reich contra los bombarderos pesados de la USAAF. 

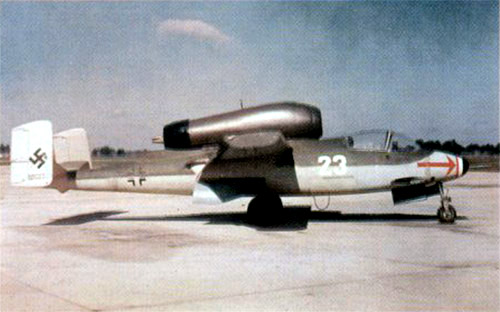
Heinkel He 162 - en los entrenamientos de postguerra en Estados Unidos

En mayo de 1944, se convirtió en Kommodore del Jagdgeschwader 11 (JG 11), poco antes de cambiar a Kommodore de Jagdgeschwader 1 (JG 1), unidad que fue dotada con los nuevos cazas a reacción Heinkel He 162 Volksjager hacia el final de la guerra.

## Condecoraciones
- Cruz española en plata con espadas (Spanienkreuz).
- Medalla de sufrimientos por la patria en negro (Verwundetenabzeichen).
- Broche de misiones de combate de la Luftwaffe en oro con "1000" en la cinta (Frontflugspange).
- Insignia combinada piloto-observador
- Copa de Honor de la Luftwaffe (Ehrenpokal der Luftwaffe))
- Cruz Alemana en oro (9 de abril de 1942)
- Cruz de hierro 2ª y 1ª clase
- Cruz de Caballero de la Cruz de Hierro[2]
  - Cruz de caballero (13 de septiembre de 1940)
  - Hojas de Roble (27 de junio de 1941)
  - Espadas (24 de abril de 1942)